# Junta de Gobierno de Chile (1823)
La Junta de Gobierno de 1823 fue el cuerpo colegiado que se encargó del gobierno de Chile desde la abdicación de Bernardo O’Higgins el 28 de enero de 1823 hasta la instalación de un Congreso de Plenipotenciarios, el 29 de marzo de ese mismo año.

## Desarrollo
Luego de la abdicación de Bernardo O'Higgins, el 28 de enero de 1823, este delegó el mando del gobierno en una junta de gobierno, que fue integrada por Agustín de Eyzaguirre (que fue su presidente), Fernando Errázuriz y José Miguel Infante.
Su primer decreto, del 29 de enero, fue el nombramiento de nuevos ministros de estado. Ese mismo día se decretó “concluidas las desavenencias interiores de las provincias y restablecida su libre comunicación y comercio”, pero la situación en el país distaba de ser apacible.
Las fuerzas colectivas reunidas en nombre de la asamblea de Coquimbo había avanzado hasta el Aconcagua, pero fueron fácilmente disueltas. Pero la asamblea provincial quiso conservar su existencia y autonomía hasta la formación de un nuevo congreso constituyente. En Rancagua, se mantenían fuerzas acuarteladas bajo el mando de José Joaquín Prieto, que estaban dispuestos a sostener el gobierno de O’Higgins. En los distritos de San Fernando y Curicó, bandas de gente armada amenazaban a las autoridades proclamando la revolución contra el gobierno de Santiago.
El principal peligro de la junta, era que se encontraba indemne ante las pretensiones de Concepción, apoyadas por Ramón Freire y su ejército, que tras conocer el cambio de gobierno, se negaron a reconocer a la nueva junta. Pretendían instalar una nueva junta, con representantes de las tres grandes provincias del estado que convocase a un congreso nacional.
O’Higgins había decidido dejar el país y trasladarse a Europa. Freire, llegado a Valparaíso desde el sur, lo hizo arrestar para que respondiera por los actos de su gobierno. La junta, al enterarse, intento parlamentar enviando como delegado a Joaquín Campino. Sin llegar a un acuerdo completo, Freire le anuncio a Campino que se pondría en marcha con sus tropas hacia la capital, y que fácilmente llegaría a un acuerdo definitivo con la junta gubernativa.
La junta se encontraba alarmada, pero no desesperó, y el 17 de febrero invitó a Freire a pasar a Santiago, el cual envió a dos de sus hombres a parlamentar. De las discusiones se convino en que la provincia de Santiago formaría una asamblea provincial, como las de Concepción y Coquimbo, y que las tres representadas en un congreso de plenipotenciarios, harían la designación del gobierno provisorio que convocase a elecciones.
El clima de tensión y batallas extendió al periodismo, surgiendo varios periódicos de batalla: El Tizón Republicano, El Clamor de la Patria, El Imparcial, El Corresponsal del Imparcial, El Interrogante y Respondente y numerosos folletos y hojas sueltas que se dedicaban atacar o defender el gobierno caído y al de la junta, además de atacarse entre ellos mismos.
Las elecciones para reunir la asamblea provincial de Santiago se iniciaron el 9 de marzo, pero solo el 29 realizó su apertura solemne. Ese día en que la junta dejó el mando, después de dar lectura a un discurso por parte de su secretario Mariano Egaña, que daba cuenta de la situación crítica del país y la necesidad de restablecer la concordia.
Entre la labor administrativa de la junta, cabe mencionar la amnistía otorgada a todos los reos políticos, la creación del Boletín de las Leyes, el restablecimiento de la academia de práctica forense, y el permiso de sembrar y vender libremente tabaco en el país.

## Ministros de Estado
| Ministerio                       | Nombre/Periodo                 |
| -------------------------------- | ------------------------------ |
| Interior y Relaciones Exteriores | Mariano Egaña (1823)           |
| Guerra (interino)                | Agustín Vial Santelices (1823) |
| Marina (interino)                | Mariano Egaña (1823)           |
| Hacienda                         | Agustín Vial Santelices (1823) |